# Ischasia rufina
Ischasia rufina är en skalbaggsart som beskrevs av Thomson 1864. Ischasia rufina ingår i släktet Ischasia och familjen långhorningar.
Artens utbredningsområde är:
- Costa Rica.
- Panama.

Inga underarter finns listade i Catalogue of Life.